# BR-Klasse F4
Die Fahrzeuge der Klasse F4 der Beira Railway (BR) waren Schlepptender-Dampflokomotiven mit der Achsfolge 2'B. Mit 36 zwischen 1896 und 1898 gebauten Exemplaren gehörten sie zu den zahlreichsten 610-mm-Schmalspurlokomotiven im südlichen Afrika. Wie ihre Vorgängerklasse F2 werden sie als Lawleys bezeichnet, nach A. L. Lawley, einem der Erbauer der Bahn.

## Geschichte
Die Lokomotiven waren vergrößerte Ausführungen der Klasse F2, die 1895 in sechs Exemplaren beschafft worden war. Eine Klasse F3 hat es bei der Beira Railway nicht gegeben; F2 und F4 waren Bezeichnungen des Herstellers Falcon Engine and Car Works; nach einem Katalog von 1904 gab es insgesamt elf 2'B-Typen unterschiedlicher Größe, die mit F1 bis F11 bezeichnet wurden, wobei unklar ist, ob alle Varianten tatsächlich gebaut wurden.
Der Treibraddurchmesser wurde gegenüber der Klasse F2 von 813 auf 914 mm erhöht, der Kessel und der Durchmesser der Zylinder wurden ebenfalls vergrößert, und das Zuggewicht stieg von 160 auf 180 Tonnen. Äußerlich konnte man die F4 von den F2 an einer längeren Rauchkammer mit integriertem Funkenfänger, abweichenden Sicherheitsventilen sowie durch die Stufe am Übergang vom Führerhausboden zum Umlauf unterscheiden. Letztere gewährleistete, dass der Führerhausboden trotz der größeren Räder auf der gleichen Höhe war wie der der Klasse F2 und der Schlepptender. 
Die insgesamt 36 Lokomotiven wurden in vier Gruppen zwischen 1896 und 1898 geliefert und erhielten die Bahnnummern 10 bis 45. Die sechs Lokomotiven der ersten Lieferung hatten noch den zweiachsigen Schlepptender der Klasse F2; spätere Lieferungen waren mit einem dreiachsigen Tender ausgestattet.
Die letzte Lieferung von zehn Maschinen stammte von der Glasgow Engineering Company (Drummond) und war erstmals mit einer Saugluftbremse ausgestattet. Gleichzeitig wurden die notwendigen Teile für die Nachrüstung der übrigen Lokomotiven sowie der Personenwagen beschafft, aber zu einem Einsatz der durchgehenden Bremse ist es nicht mehr gekommen, denn die Schmalspurfahrzeuge wurden schon 1900 außer Dienst gestellt, als der Umbau der Strecke auf Kapspur abgeschlossen war.

## Weiterverwendung
Die noch sehr jungen Lokomotiven wurden in Bamboo Creek (heute Vila Machado) eingelagert. Sechs Exemplare (Nr. 30, 40–44) gingen an die 1902 eröffnete, von Salisbury ausgehende Ayshire Railway, die jedoch bis 1913 ebenfalls auf Kapspur umgebaut war, so dass auch diese Lokomotiven an Industriebetriebe verkauft wurden.
1915 kauften die South African Railways (SAR) wegen eines kriegsbedingten Lokomotivmangels insgesamt 13 Maschinen der Klassen F2 und F4 und stellten schließlich neun davon als Klasse NG 6 in Dienst, während die übrigen vier als Ersatzteilspender dienten. Weil dabei die Teile verschiedener Lokomotiven miteinander kombiniert wurden, kann die Identität der einzelnen Lokomotiven heute nicht mehr genau nachvollzogen werden. Während die drei F2-Maschinen mit F4-Kesseln ausgerüstet wurden, behielten die sechs F4-Maschinen ihr Aussehen. Sie erhielten die Bahnnummern NG 96 bis 98 sowie NG 101 bis 103 (die Nummern NG 99 und 100 waren an zwei der Lokomotiven vergeben worden, die nicht mehr in Dienst gingen, wahrscheinlich BR Nr. 10 und 13). 
Noch während des Krieges erlosch der Bedarf an diesen vergleichsweise leistungsschwachen Lokomotiven, und sie wurden erneut abgestellt. In den 1920er und 1930er Jahren kamen sie noch sporadisch auf verschiedenen Strecken zum Einsatz, unter anderem als Bauzuglokomotiven. Später wurden sie an Industriebetriebe und Zuckerrohrplantagen verkauft. Nr. NG 103 (die ehemalige BR Nr. 14) war das letzte Exemplar bei der SAR und wurde 1935 verschrottet.

## Verbleib
1961 wurde aus zwei Lokomotiven, SAR NG 104 (eine F2, wahrscheinlich ex-BR Nr. 5) und BR Nr. 19 eine Lokomotive für das Eisenbahnmuseum in Bulawayo zusammengebaut, die fälschlicherweise als Nr. 27 ausgestellt ist. Die nicht benötigten Teile beider Lokomotiven setzte man zu einer zweiten Lokomotive zusammen, die seitdem auf einem Kinderspielplatz steht.
Die ehemalige SAR Nr. NG 97 (BR Nr. 15) wurde bis 1957 auf einer Zuckerrohrplantage in Nord-Transvaal eingesetzt und kam anschließend in ein Museum in Johannesburg. Ende 2007 wurde sie aus dem Museum geholt, vom Sandstone Heritage Trust betriebsfähig restauriert und im Juni 2008 in Betrieb genommen. Damit befinden sich beide betriebsfähigen Lawleys auf den Sandstone-Estates – die zweite ist die 2002 restaurierte F2 Nr. 7. 
In den 1990er Jahren sollen noch drei weitere Exemplare in Mosambik existiert haben; über deren Zustand und Verbleib liegen jedoch keine Informationen vor.